# Леммон (Південна Дакота)
Леммон (англ. Lemmon) — місто (англ. city) в США, в окрузі Перкінс штату Південна Дакота. Населення — 1160 осіб (2020).

## Географія
Леммон розташований за координатами 45°56′19″ пн. ш. 102°9′32″ зх. д. / 45.93861° пн. ш. 102.15889° зх. д. (45.938482, -102.158925).  За даними Бюро перепису населення США в 2010 році місто мало площу 2,69 км², уся площа — суходіл.

### Клімат
| Клімат : Леммон                                            | Клімат : Леммон | Клімат : Леммон | Клімат : Леммон | Клімат : Леммон | Клімат : Леммон | Клімат : Леммон | Клімат : Леммон | Клімат : Леммон | Клімат : Леммон | Клімат : Леммон | Клімат : Леммон | Клімат : Леммон | Клімат : Леммон |
| Показник                                                   | Січ.            | Лют.            | Бер.            | Квіт.           | Трав.           | Черв.           | Лип.            | Серп.           | Вер.            | Жовт.           | Лист.           | Груд.           | Рік             |
| Абсолютний максимум, °C                                    | 20,6            | 21,1            | 27,2            | 33,9            | 35,6            | 42,8            | 42,8            | 40,6            | 40,6            | 35,0            | 27,8            | 19,4            | 42,8            |
| Середній максимум, °C                                      | −1,7            | 0,6             | 6,7             | 14,4            | 20,6            | 25,6            | 30,0            | 29,4            | 23,9            | 15,6            | 5,6             | −1,1            | 14,2            |
| Середній мінімум, °C                                       | −12,8           | −10,6           | −6,1            | 0,0             | 6,1             | 11,1            | 14,4            | 13,9            | 7,8             | 1,7             | −5,6            | −11,7           | 0,8             |
| Абсолютний мінімум, °C                                     | −36,1           | −36,1           | −32,8           | −20             | −12,2           | 0,0             | 4,4             | 0,6             | −7,8            | −20             | −27,8           | −36,1           | −36,1           |
| Норма опадів, мм                                           | 9               | 13              | 26              | 41              | 72              | 73              | 71              | 51              | 36              | 34              | 18              | 11              | 454             |
| ---------------------------------------------------------- | --------------- | --------------- | --------------- | --------------- | --------------- | --------------- | --------------- | --------------- | --------------- | --------------- | --------------- | --------------- | --------------- |
| Джерело: The Weather Channel (Historical Monthly Averages) |                 |                 |                 |                 |                 |                 |                 |                 |                 |                 |                 |                 |                 |

## Демографія
Згідно з переписом 2010 року, у місті мешкало 1227 осіб у 567 домогосподарствах у складі 319 родин. Густота населення становила 457 осіб/км².  Було 732 помешкання (272/км²).
Расовий склад населення:
| - 96,3 % — білих - 1,9 % — корінних американців - 0,2 % — азіатів - 0,1 % — чорних або афроамериканців |

До двох чи більше рас належало 1,5 %. Частка іспаномовних становила 0,7 % від усіх жителів.
За віковим діапазоном населення розподілялося таким чином: 17,4 % — особи молодші 18 років, 55,0 % — особи у віці 18—64 років, 27,6 % — особи у віці 65 років та старші. Медіана віку мешканця становила 50,8 року. На 100 осіб жіночої статі у місті припадало 90,8 чоловіків;  на 100 жінок у віці від 18 років та старших — 88,6 чоловіків також старших 18 років.
Середній дохід на одне домашнє господарство  становив 48 179 доларів США (медіана — 32 614), а середній дохід на одну сім'ю — 66 236 доларів (медіана — 53 750). Медіана доходів становила 38 533 долари для чоловіків та 26 429 доларів для жінок. За межею бідності перебувало 20,6 % осіб, у тому числі 22,8 % дітей у віці до 18 років та 17,3 % осіб у віці 65 років та старших.
Цивільне працевлаштоване населення становило 613 осіб. Основні галузі зайнятості: освіта, охорона здоров'я та соціальна допомога — 28,1 %, роздрібна торгівля — 14,4 %, виробництво — 10,8 %, будівництво — 9,0 %.